# Samayanallur
Samayanallur es una  ciudad censal situada en el distrito de Madurai en el estado de Tamil Nadu (India). Su población es de 9227 habitantes (2011). Se encuentra a 13 km de Madurai.

## Demografía
Según el censo de 2011 la población de Samayanallur era de 9227 habitantes, de los cuales 4589 eran hombres y 4638 eran mujeres. Samayanallur tiene una tasa media de alfabetización del 85,54%, superior a la media estatal del 80,09%: la alfabetización masculina es del 91,45%, y la alfabetización femenina del 79,69%.